# Paradoxapseudes intermedius
Paradoxapseudes intermedius is een naaldkreeftjessoort uit de familie van de Apseudidae.